# Trandafirul galben (nuvelă)
Trandafirul galben (în maghiară Sárga rózsa) este o nuvelă din 1892 de Mór Jókai.

## Traduceri în limba română
- Voievodul țiganilor. Trandafirul galben., Editura Dacia, 1976, tr. de Al. Pezderka și Al. Chiriacescu; ilustrații de Felicia Avram, copertă broșată sau dură[1]